# کتاب دانیل (رمان)
«کتاب دانیل» (انگلیسی: The Book of Daniel (novel)) یک کتاب از ای. ال. دکتروف است که توسط راندوم هاوس منتشر شد.
این کتاب داستان زندگی، محاکمه و اعدام ژولیوس و اتل روزنبرگ را روایت می‌کند. این زن و شوهر به جرم جاسوسی و ارائه اطلاعات سلاح‌های هسته‌ای آمریکا به شوروی در آمریکا محاکمه و اعدام شدند.

در سال ۱۹۸۳ سیدنی لومت با اقتباس از این رمان فیلمی به نام دنیل (فیلم) ساخت.